# Подашевська Тетяна Леонтіївна
Тетя́на Лео́нтіївна Подаше́вська (28 грудня 1958, с. Краснопілка Маловисківського району Кіровоградської області Української РСР) — українська політична діячка та поліціянтка. Заступниця Тетіївського міського голови, у 2010—2014 — заступниця голови Київської ОДА, до 2005 — начальниця Департаменту зв'язків з громадськістю МВС України. Генерал-майор міліції. Заслужений журналіст України, кандидат наук, авторка наукових робіт у сфері соціальних комунікацій, соціально-політичних технологій.
Перша в Україні жінка-генерал міліції.

## Біографія
Народилась 1958 року в с. Краснопілка на Кіровоградщині. Освіта: 
1982 рік — Київський національний університет імені Тараса Шевченка, філологічний факультет, спеціальність: «Українська мова та література», кваліфікація — викладач української мови та літератури.
1997 рік — Національна академія внутрішніх справ, спеціальність: «Правознавство», кваліфікація — юрист.
Одружена. Має сина і двох доньок.
Згідно з декларацією за 2017 рік родина володіє двома житловими будинками у с. Петропавлівська Борщагівка (296 і 441 кв. м), квартирою у Києві (123 кв. м), однокімнатною квартирою в м. Судак (АР Крим), чотирма земельними ділянками.

### Трудова діяльність
1975—1976 — вихователька Маловисківської допоміжної школи-інтернату.
1976—1980 — вчителька української мови та літератури Первомайської восьмирічної школи Маловисківського району Кіровоградської області.
1980—2005 — служба в органах внутрішніх справ СРСР та України. За направленням райкому комсомолу перейшла працювати дільничною інспекторкою у справах неповнолітніх Маловисківського районного відділу міліції, пізніше працювала старшою оперуповноваженою карного розшуку УВС Кіровоградського облвиконкому. З 1992 року — начальниця Центру громадських зв'язків УВС Кіровоградського облвиконкому. На початку 2003 року призначена на посаду начальниці Центру громадських зв'язків Головного управління МВС України в м. Києві, а з листопада цього ж року — начальниці Центру громадських зв'язків МВС України, згодом — Департаменту зв'язків з громадськістю МВС України.
2004 року присвоєне звання генерал-майора міліції.
2005—2006 — керівниця прес-служби Всеукраїнського об'єднання «Держава».
2007—2010 — представниця Голови правління ДАТ «Чорноморнафтогаз» зі зв'язків з громадськістю.
16.04.2010 — 24.03.2014 — заступниця голови Київської обласної державної адміністрації.
2014—2017 — доцент кафедри журналістики Київського національного університету культури і мистецтв.
З 2018 року — заступниця міського голови м. Тетієва з гуманітарних питань.

### Громадська та політична діяльність
З 2009 — співзасновниця Всеукраїнської благодійної організації «За право на життя».
На виборах до Верховної ради України 2012 року була включена до виборчого списку «Партії регіонів» за № 190.
З вересня 2018 року — голова Бориспільської районної організації партії «Опозиційний блок».

## Нагороди, відзнаки, звання
- Орден княгині Ольги ІІІ ступеня (16.11.2004), — за вагомий особистий внесок у розвиток телебачення і радіомовлення, високий професіоналізм, багаторічну сумлінну працю[7].
- Почесна грамота Кабінету Міністрів України.
- Заслужений журналіст України.
- Лауреатка Всеукраїнської премії «Жінка III тисячоліття» в номінації «Рейтинг» (2011).